# Somlószőlős
Somlószőlős község Veszprém vármegyében, a Devecseri járásban.

## Fekvése
A Somlótól északnyugatra fekszik. A szomszédos települések: észak felől Somlóvecse, kelet felől Doba, dél felől Somlójenő, nyugat felől Iszkáz, északnyugat felől pedig Kisszőlős. Közigazgatási területe a fentiek mellett, egy-egy rövid szakaszon érintkezik északkeleti irányban Nagyalásony és Pápasalamon, délkeleti irányban pedig Somlóvásárhely határszélével is.

### Megközelítése
A település a 8-as főút somlójenői szakaszától a Marcal völgyéig (Szergényig) húzódó 8411-es út mentén fekszik, közúton ezen érhető el a legegyszerűbben. Innen érhető el a térség két zsáktelepülése is: Doba a község déli határában kiágazó 84 105-ös, Somlóvecse pedig a belterület északi részétől induló 84 107-es számú mellékúton.
Vasútvonal nem érinti, a legközelebbi vasúti csatlakozási lehetőség a Székesfehérvár–Szombathely-vasútvonal Somlóvásárhely megállóhelye, bő 5 kilométerre délre.

## Elnevezése és történelme
Neve újabb keletű, a szőlő műveléséről vette át. A települést a legújabb időkig Nagyszőllősnek nevezték.

### Településtörténet
A középkorban folyamatosan Vázsonykő várához, illetve a nagyvázsonyi uradalomhoz tartozott, így a 15. század végén Kinizsi Pál, majd a vázsonyi Horváth család s végül a 17. századtól a Zichyek birtokolták. Kinizsi jobbágyaitól 1488-ban 77 forintot hajtottak be országos adóban, tehát Nagyszőllős a vármegye legnagyobb falvai közé számított.
Megvoltak az adottságai, hogy oppidummá (azaz mezővárossá) fejlődjék, ezt csak a települést ért mostoha tényezők gátolták meg. 1546-ban a vidék réme, Csoron András tört rá, lakosait teljesen kifosztotta, s 1500 forint kárt is okozott.
Saját földesurai sem voltak kevésbé kegyetlenek. 1548-ban Horváth Péter egy jobbágyot felakasztatott és minden javait a maga számára foglalta le, 1552-ben a bánásmód miatt öt jobbágy szökött el más helységekbe. 1576-ban az uraság két jobbágyot 4 1/2 hónapig fogságban tartott és miután az úr hamis vádja alól őket az úriszék felmentette, az úr „saját jószántukból" örökös jobbágyság vállalására kényszerítette, hogy az elszenvedett jogtalanságok miatt meg ne szökjenek.
A török kori harcok idején a települést többször, így 1553-ban és 1554-ben is a törökök sarcolták: népét fogságba vitték, egyeseket megöltek. A kitört pestis négy jobbágyot ragadott el. 1557-ben 20 lakott porta mellett 32 volt lakatlan, A szegény kolonusok száma 20 volt. Még 1570-ben is a telkei 77 %-ban elhagyottak voltak, azokon épület sem állt. 1576-ban és 1596-ban ismét elnéptelenítette a török, 1609-ben is csak kilenc házat találtak benne az adószedők. 1646-ban a devecseri várőrség hatalmaskodott rajtuk. A Buda felszabadításával – pontosabban: Bécs ostromával - kezdődő háborús évtizedek hatására lakóinak száma a század eleji szintre süllyedt. (1714-ben 35 olyan jobbágyot jegyeztek fel, akik az elmúlt háborúk idején hagyták el Nagyszőllőst és az összeírás idején részben Veszprém vármegye más falvaiban, részben a megyén kívül, főleg a Komárom-Esztergom vármegyei Kocson éltek.)
Jogszolgáltató fóruma ebben az időszakban a Zichy család vázsonykői úriszéke volt. Társadalmában a 17. század közepétől néhány kuriális nemesi családot is összeírtak. 1630-ban és 1636-ban a földesúr is felszabadított (korabeli kifejezéssel manumittált) jobbágyokat.
Felekezeti vonatkozásban a 17. század kezdetén 5 fő kivételével a község teljes népessége evangélikus hitű volt. 1724 óta katolikus anyaegyház, az evangélikus hívők ugyancsak önálló egyházat alkotnak. (Prédikátoruk legkorábban 1682-ben záloglevélben szerepel.) Mind a két felekezet tartott iskolát.

### Településgazdaság
Történelmi agrárhelység. A középkortól kezdődően az általában termékeny határán két nyomásos gazdálkodás folyt. Inkább rozsot és tavaszit terem. A rajta átfolyó Hajagos-patak kiöntéseivel károkat okoz.
A Somló-hegy egy része Nagyszőllős határába tartozik s azon 1696-ban helybeli gazdák 209 kapás szőlőt gondoznak; a „vidéki" szőlősgazdák száma  1720-ban 140. A helybeliek szőlőterülete ebben az évben 89, a vidékieké 535 1/2 kapás szőlő.
Úrbéri szolgáltatásai mindenben azonosak az agrár helységek terheivel s e tekintetben az egész középkoron át semmi haladás nem észlelhető. A tizedet a győri püspöknek szolgáltatják. Robotjuk még 1768-ban is limitálatlan. Egyetlen változás az eredeti viszonyokhoz képest, hogy a cenzus és viktuália fejében a 18. század közepén már évi árendát fizetnek. Ha a bírságoló szabályokban foglalt valamely cselekményt elkövetik, meg kell fizetniük a kiszabott büntetéspénzt.
A község fő megélhetési forrását a 19. században is a szőlő alkotta. (Fényes Elek írja: „a somlai hegynek északnyugati része ide tartozik, mely állandó bort terem s különösen zamatjára a többi somlai bort felülmúlja".) 1828-ban 106 kapás szőlőjét más községben lakók művelik. 1857-ben 207 kh. a promontórium. Ugyanekkora a 20. század negyvenes éveiben is.

### A megakadt urbanizáció
1716-ban - és később is - egyes összeírások Nagyszőllőst oppidumnak mondják, 1746-ban azonban ennek már csupán az emléke él. A várossá fejlődés folyamata elindult ugyan, mert megvoltak csírái, ezt bizonyítja, hogy a 16. században évente két országos vására volt. (Viszont ez az oppidum egyetlen jellemzője, mert a terhek tisztára örökös jobbágyi terhek, aminthogy a lakosság státusa  még 1768-ban is örökös jobbágy.) Nem kétséges, hogy a megindult városiasító folyamatot a nagy elnéptelenedés akasztotta meg, mert így hiányzott a helyi urbanizálódó népesség településalakító ereje.
A helyi kovácsán kívül iparos, kézműves 1828-ban sem volt a faluban. A község viszonylag erőteljes növekedése aztán a 19. század közepén megakadt. Az egyenlőtlen birtokmegoszlás - 1895-ben a Lőwyeknek 1147 katasztrális hold a birtoka -, valamint a távoli piac s a rossz közlekedés következtében a lakosság nem találta meg a megélhetését, ezért jelentős számban vándorolt el a faluból.

## Közélete

### Polgármesterei
- 1990–1994: Kiss János (független)[3]
- 1994–1998: Kiss János (független)[4]
- 1998–2002: Kiss János (független)[5]
- 2002–2004: Menyhárt Tibor (független)[6]
- 2004–2006: Menyhárt Tibor (független)[7]
- 2006–2010: Férheczliné Kató Györgyi (független)[8]
- 2010–2014: Bodnár György (független)[9]
- 2014–2019: Kiss János Norbert (független)[10]
- 2019–2024: Kiss János Norbert (független)[11]
- 2024– : Kiss János Norbert (független)[1]

A településen 2004. augusztus 29-én időközi polgármester-választást kellett tartani, mert az addigi polgármester személyével kapcsolatban összeférhetetlenségi körülmény merült fel. A választáson ennek ellenére ő is elindult, és szoros eredménnyel ugyan (10 szavazatnyi különbséggel egyetlen ellenfelével szemben), de megnyerte azt.

## Népesség
A település népességének változása:
| Lakosok száma | 674  | 686  | 671  | 631  | 581  | 616  | 598  |
|               | 2013 | 2014 | 2015 | 2021 | 2022 | 2023 | 2024 |

A 2011-es népszámlálás során a lakosok 86,3%-a magyarnak, 5,7% cigánynak, 0,6% németnek, 0,3% szlováknak, 0,2% románnak mondta magát (13,7% nem nyilatkozott; a kettős identitások miatt a végösszeg nagyobb lehet 100%-nál). A vallási megoszlás a következő volt: római katolikus 42,4%, református 3,1%, evangélikus 26,2%, görökatolikus 0,3%, felekezeten kívüli 3,7% (24,1% nem nyilatkozott).
2022-ben a lakosság 91,2%-a vallotta magát magyarnak, 6% cigánynak, 0,7% németnek, 0,3% ukránnak, 0,2% szerbnek, 2,2% egyéb, nem hazai nemzetiségűnek (8,8% nem nyilatkozott; a kettős identitások miatt a végösszeg nagyobb lehet 100%-nál). Vallásuk szerint 34,1% volt római katolikus, 21,3% evangélikus, 2,8% református, 0,2% izraelita, 0,3% egyéb keresztény, 1,5% egyéb katolikus, 8,3% felekezeten kívüli (31,3% nem válaszolt).

## Nevezetességei
- Evangélikus templom 1780 körül épült, az evangélikus paplakban született Döbrentei Gábor, a Magyar Tudományos Akadémia első főtitkára.
- Katolikus templom a XIII. sz. körül épült, freskóján a Szent György legenda van. A templom oldalában kripta van, a Zichy család több tagja és az utolsó faluban élt plébános van ide eltemetve.
- Zichy-kastély, XV-XVI. századból.
- Zichy Emmanuel unokatestvére volt Batthyány Lajosné Zichy Antóniának, a kivégzett miniszterelnök feleségének. Neki Dákán volt kastélya és tartották a kapcsolatot egymással. Zichy Emmanuel szintén rokoni kapcsolatban volt Metternich-el is.

A kastély jelenleg nagyon rossz állapotban van, bár nemrégiben új tető került rá. De se ajta, se ablaka. A pincében megtalálható még az eredeti szabad tűzhelyes konyha.
- A mellette lévő kiskastély magántulajdonban van, állapota még romosabb. A kastély utolsó tulajdonosai Watzdorff Lajos és Károly voltak, akik Ausztriában, Grazban telepedtek le, és ott is vannak eltemetve.
- A kripta bejáratán nagyon jó állapotban van a címer. A kastély címerében szerepel a johannita lovagrend jelzése: a kilencágú korona, és a két álló oroszlán.

## Galéria

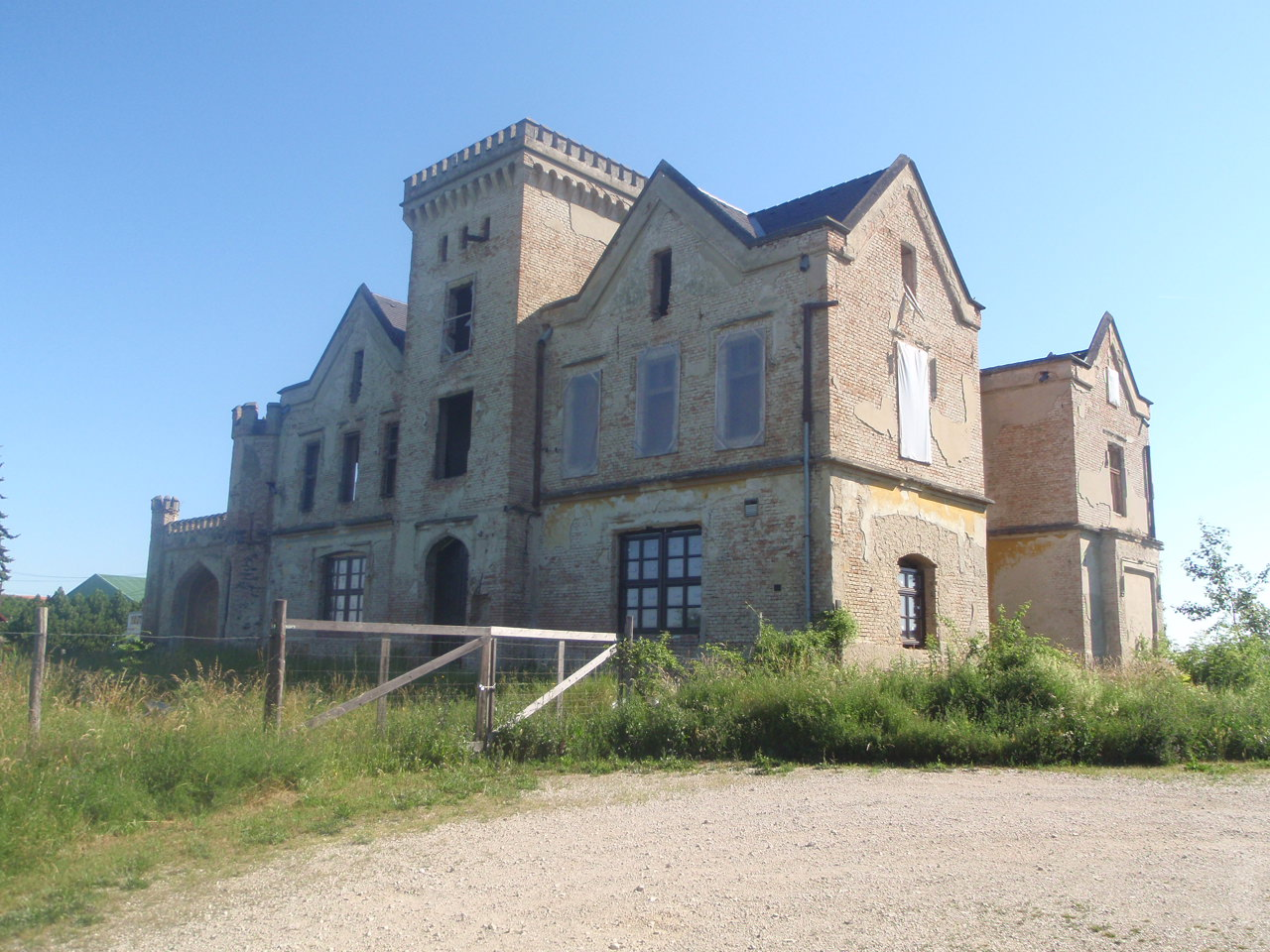
Zichy-kastély nyugatról
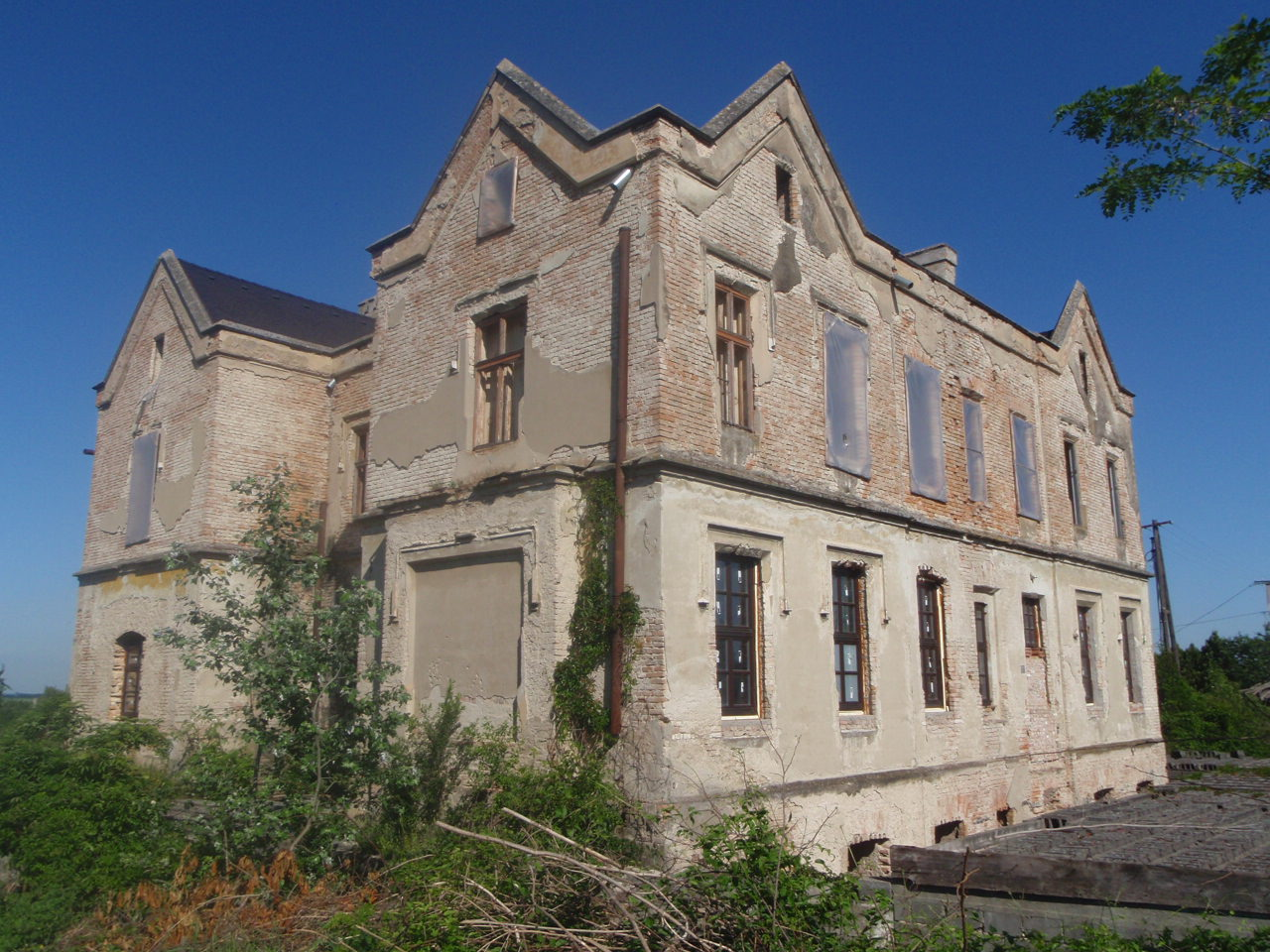
Zichy-kastély keleti oldal
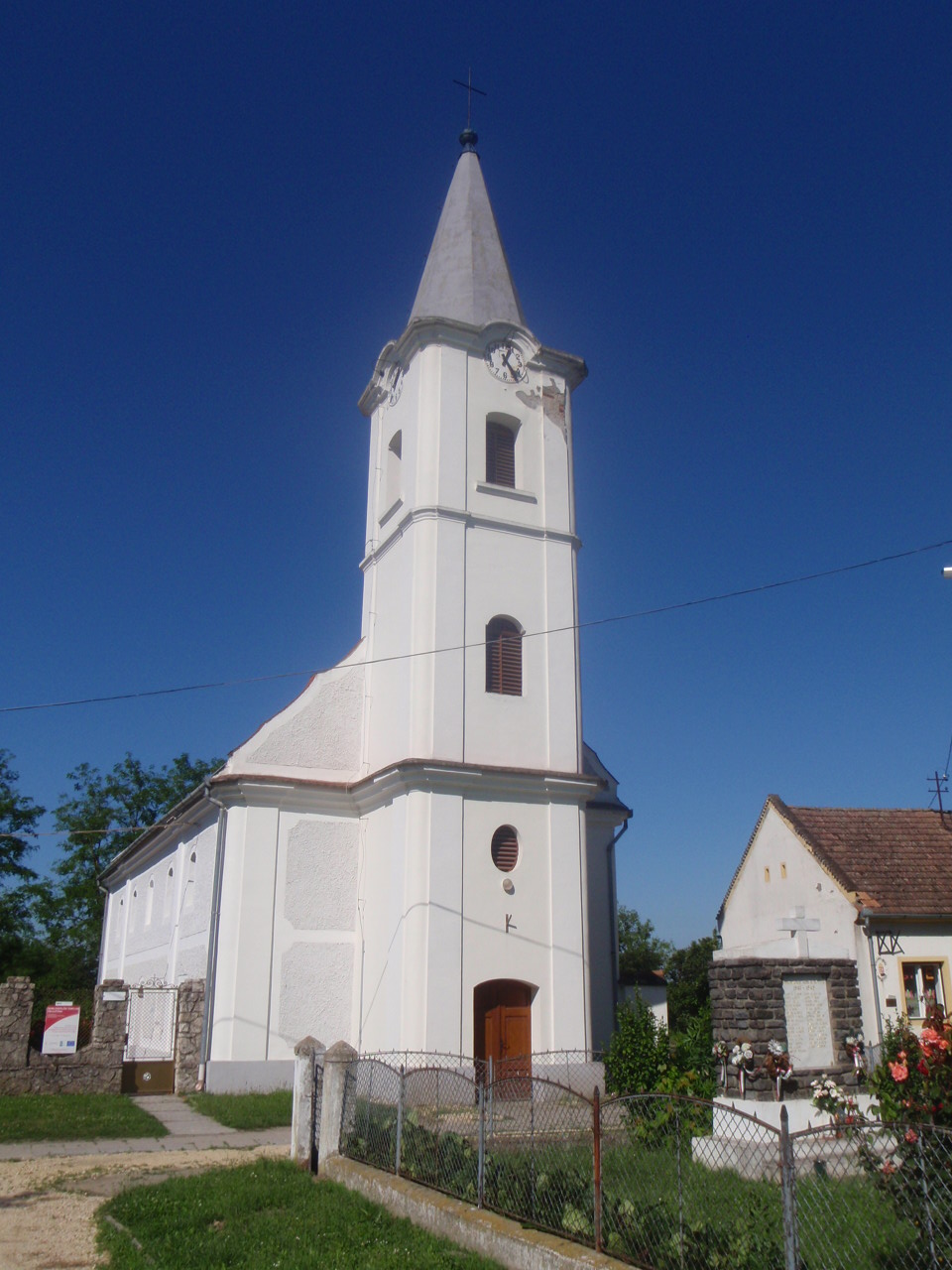
Evangélikus templom
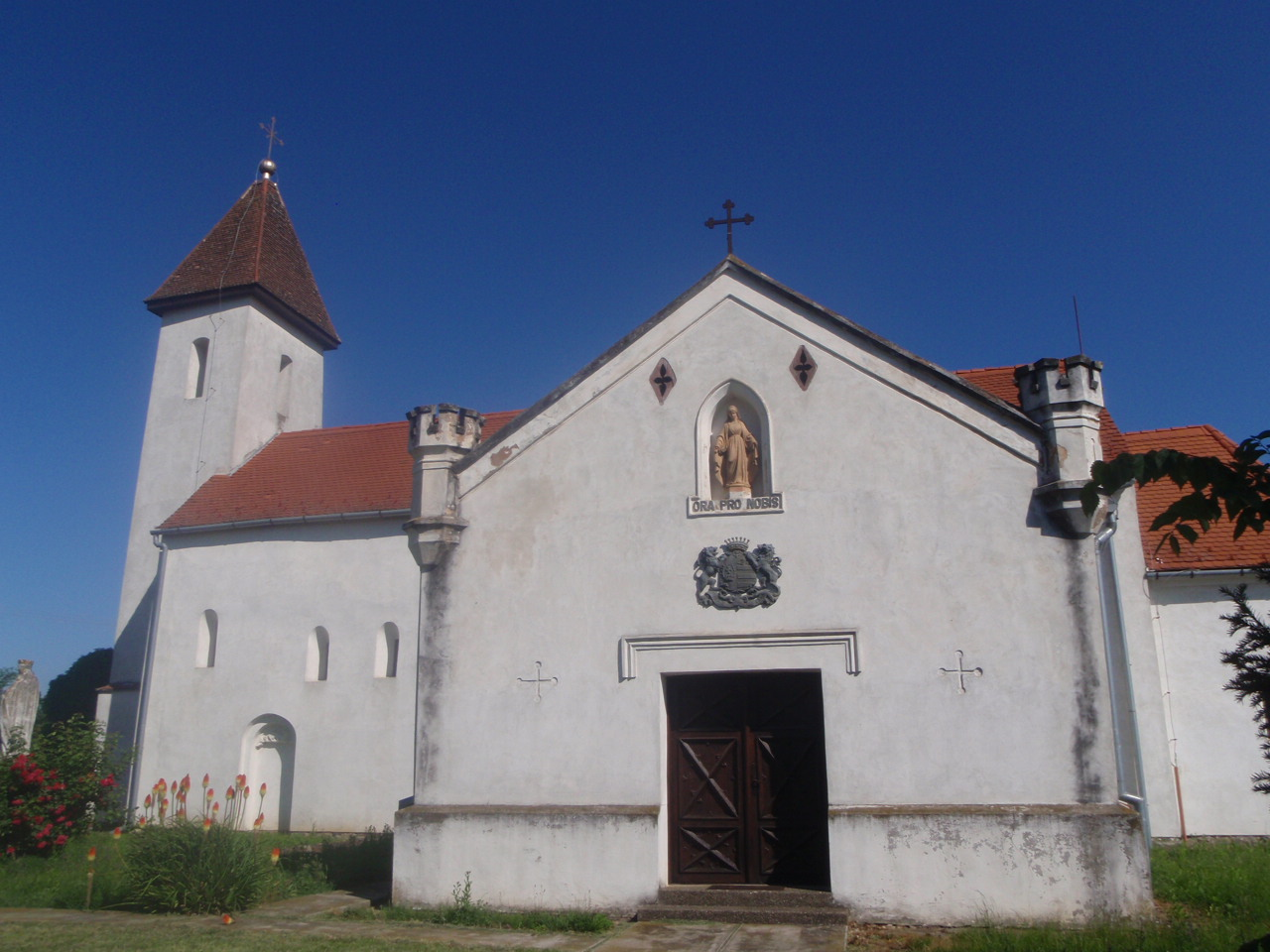
Szent Mihály-templom
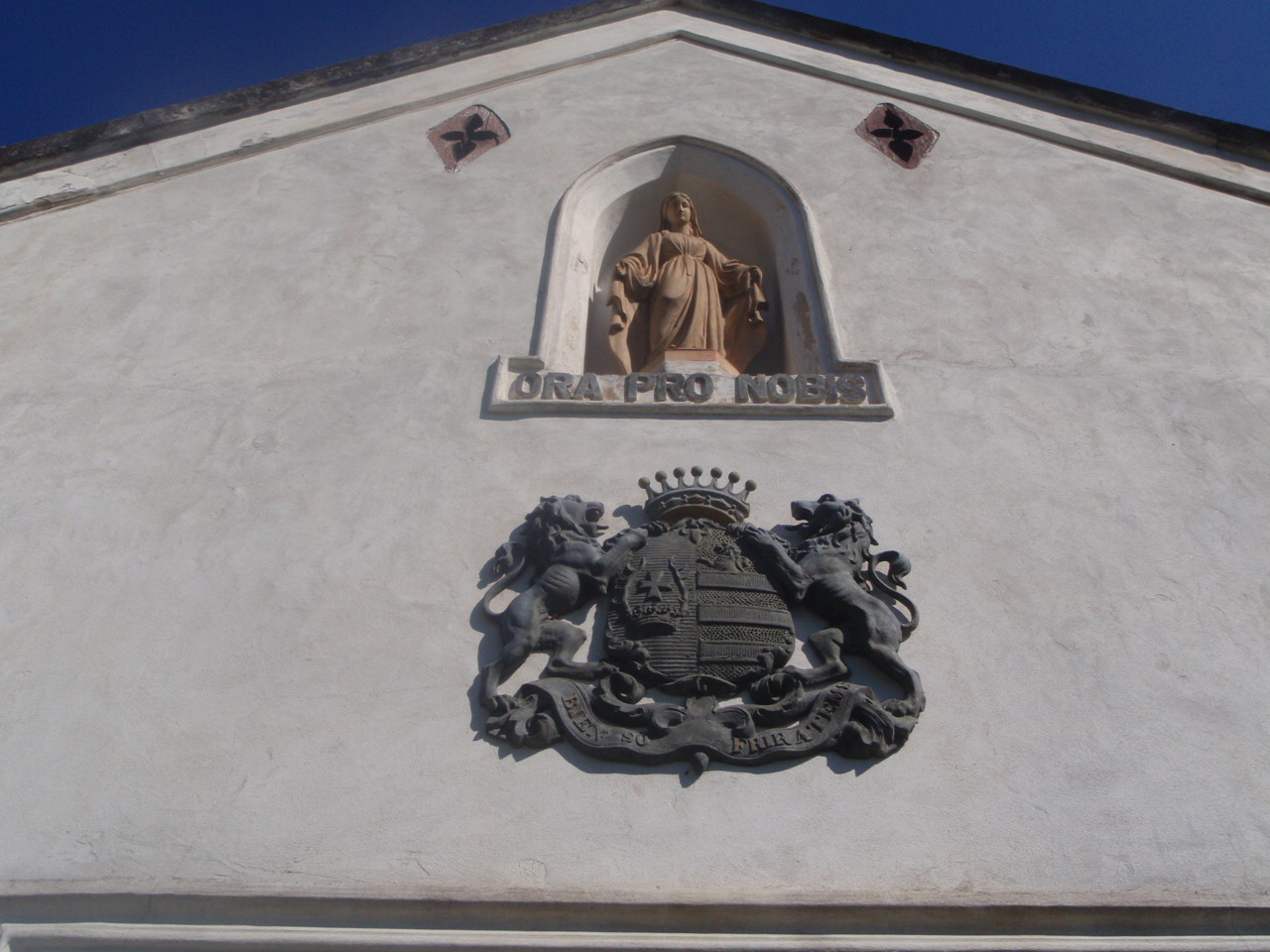
Szent Mihály-templom a címerrel és szoborfülkével
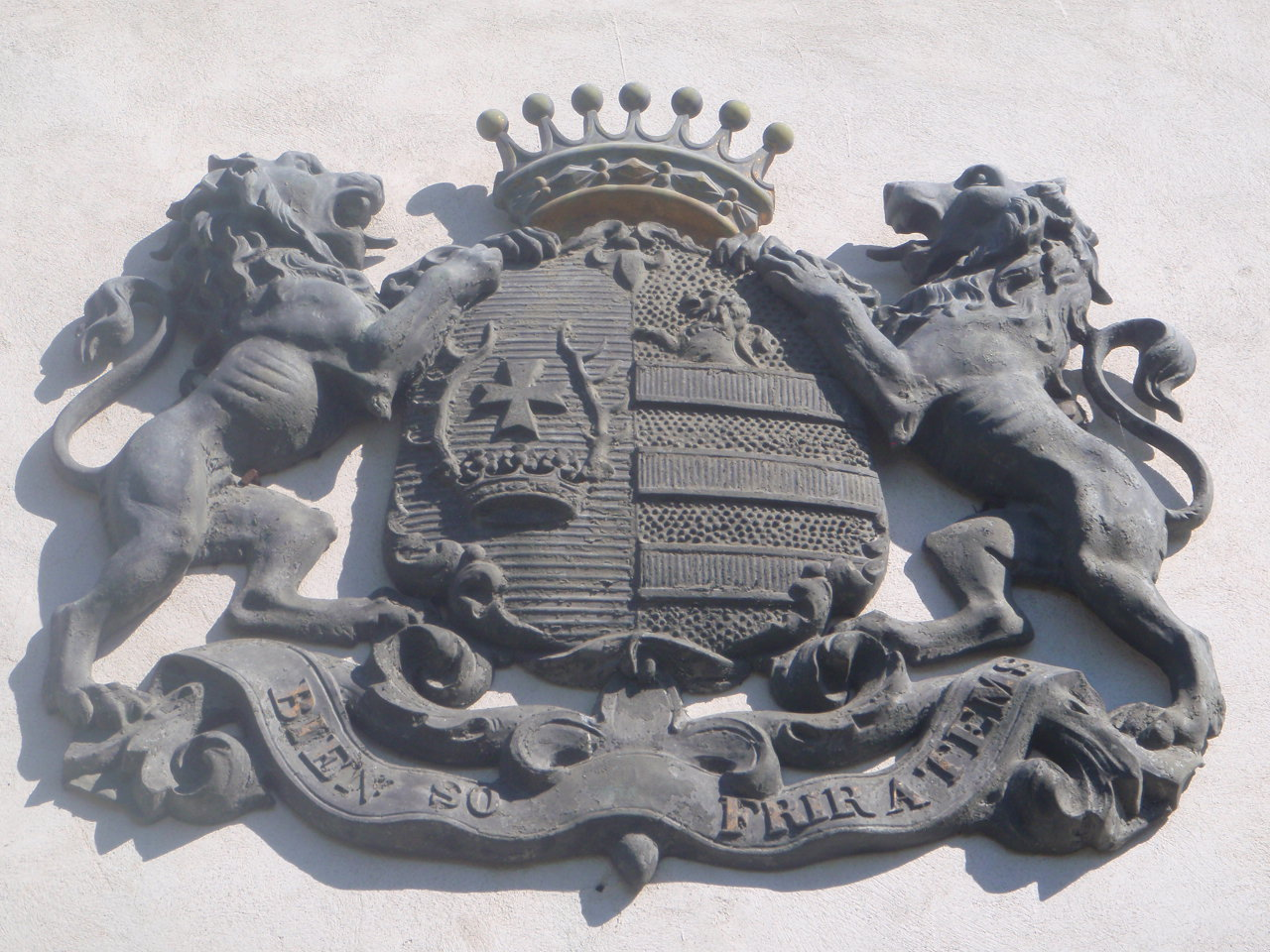
Zichy család címere a templom falán
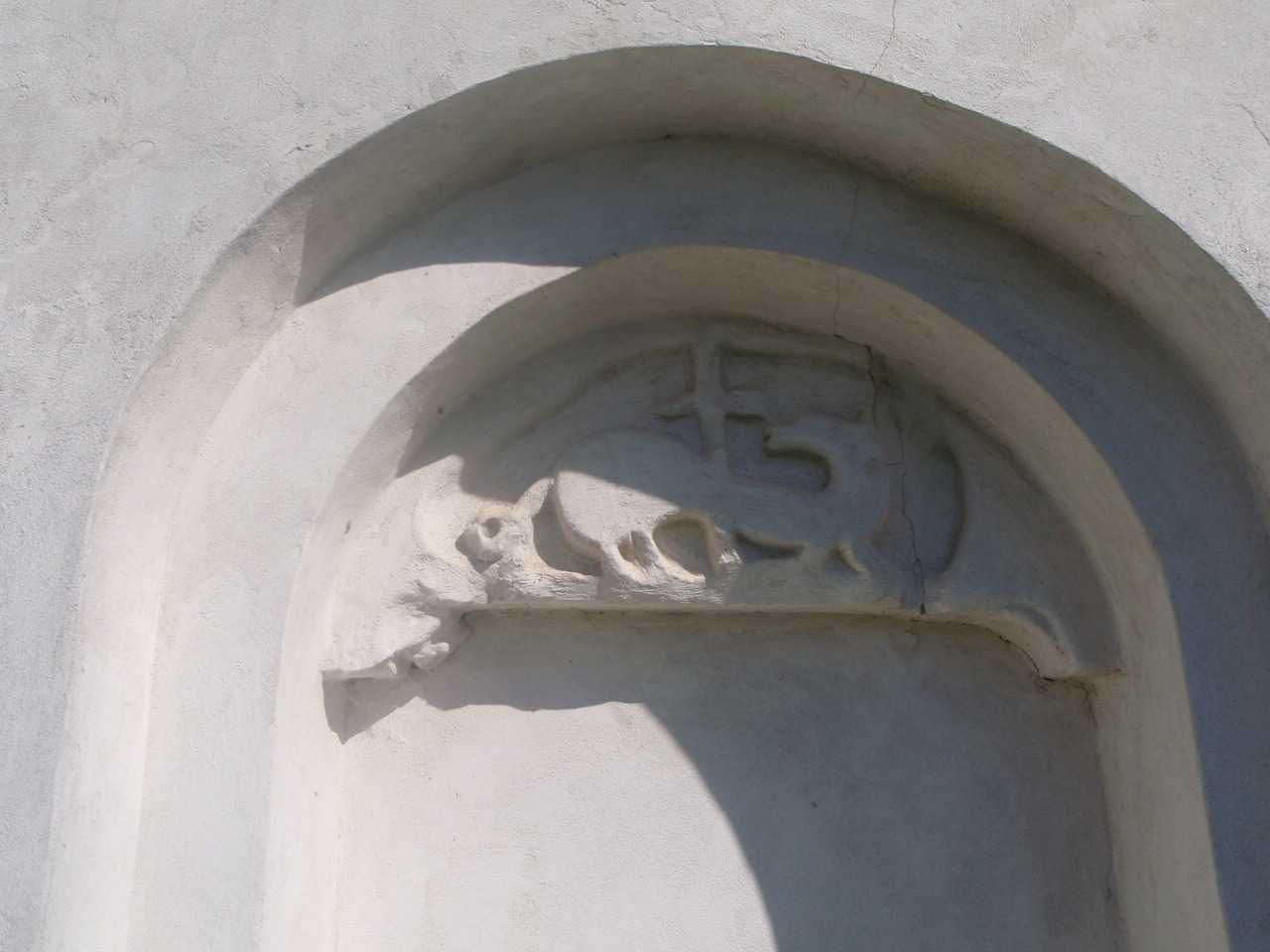
Zichy család címere
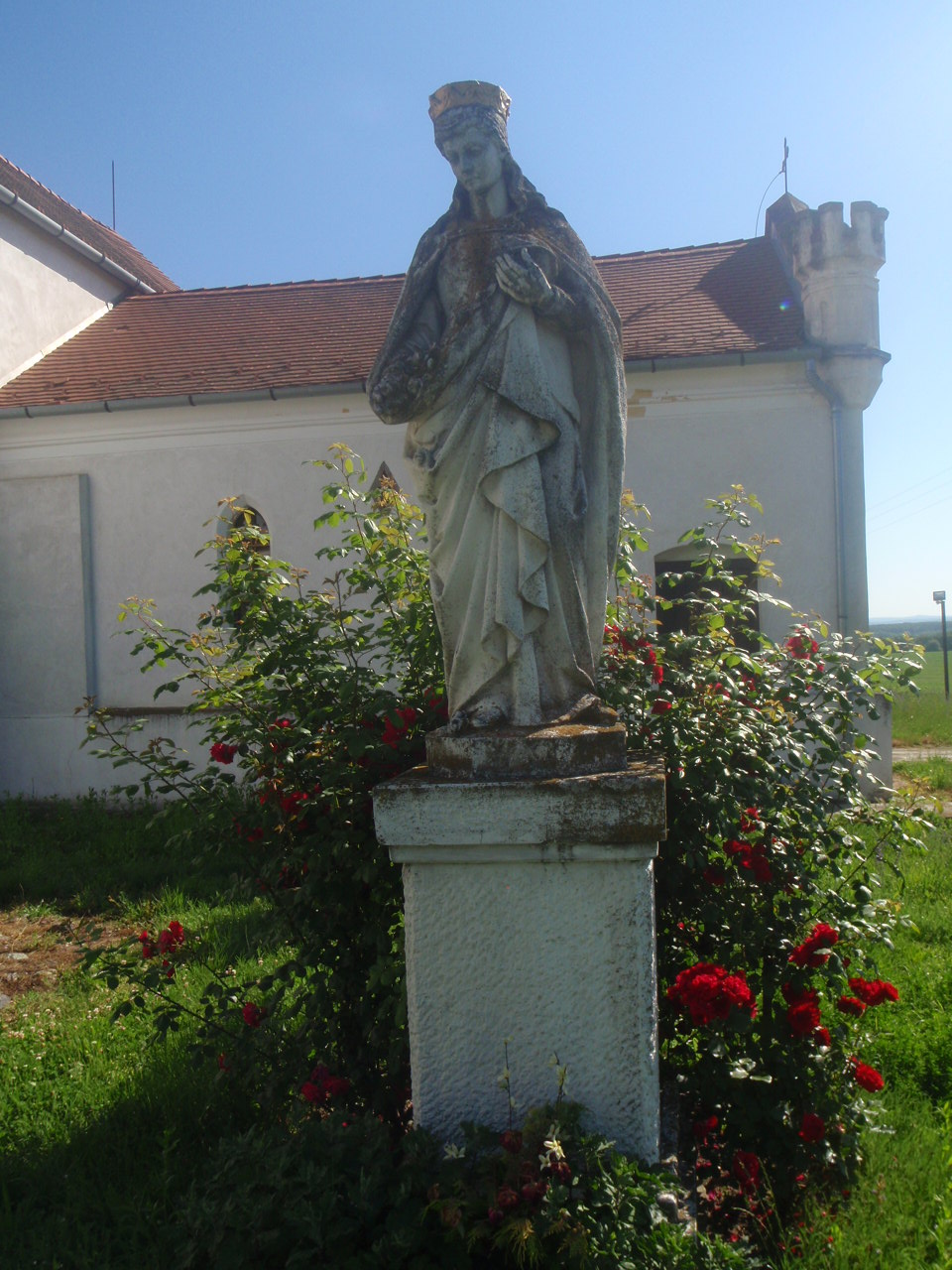
A templomkert
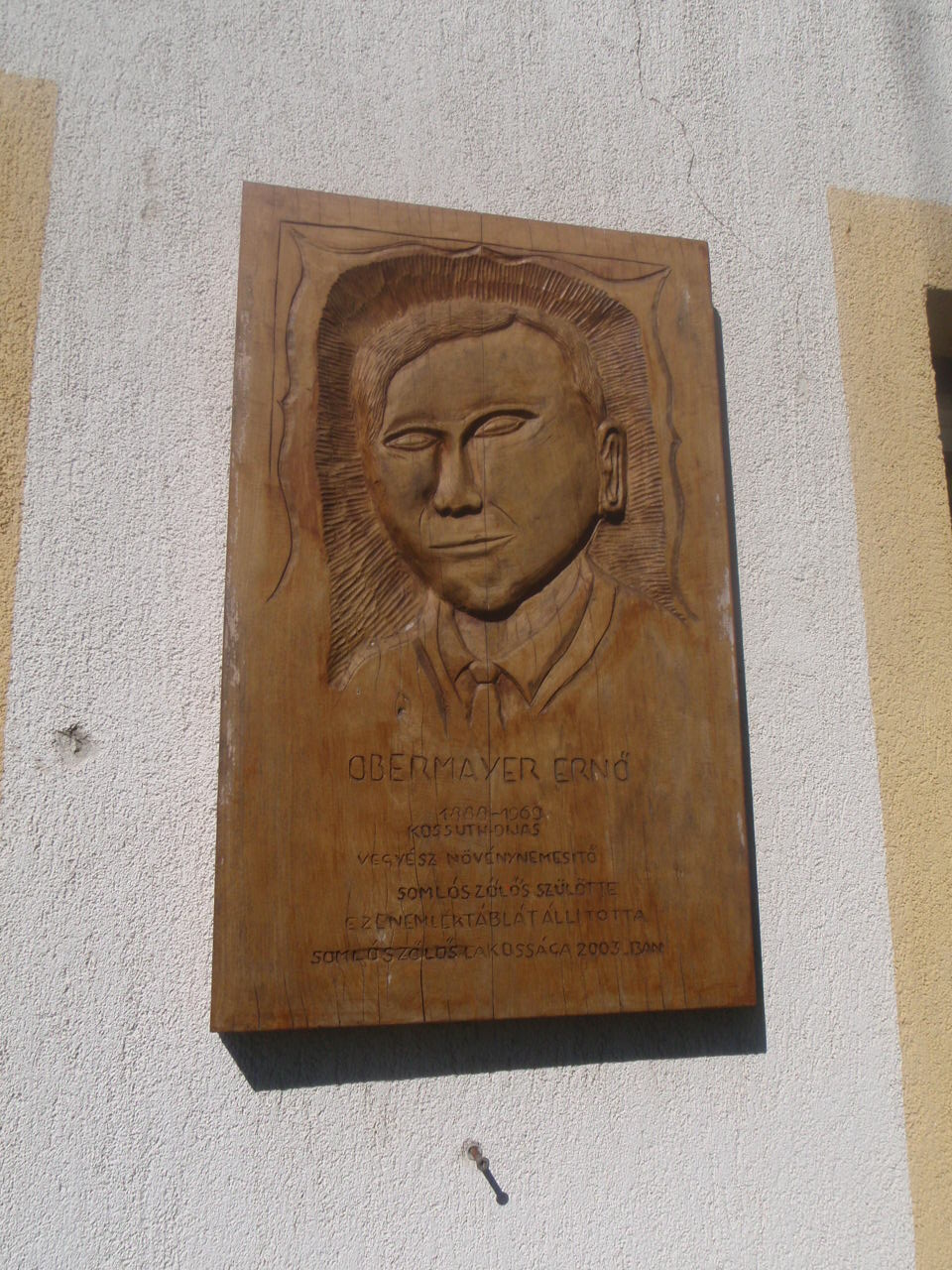
Obermayer Ernő emléktábla
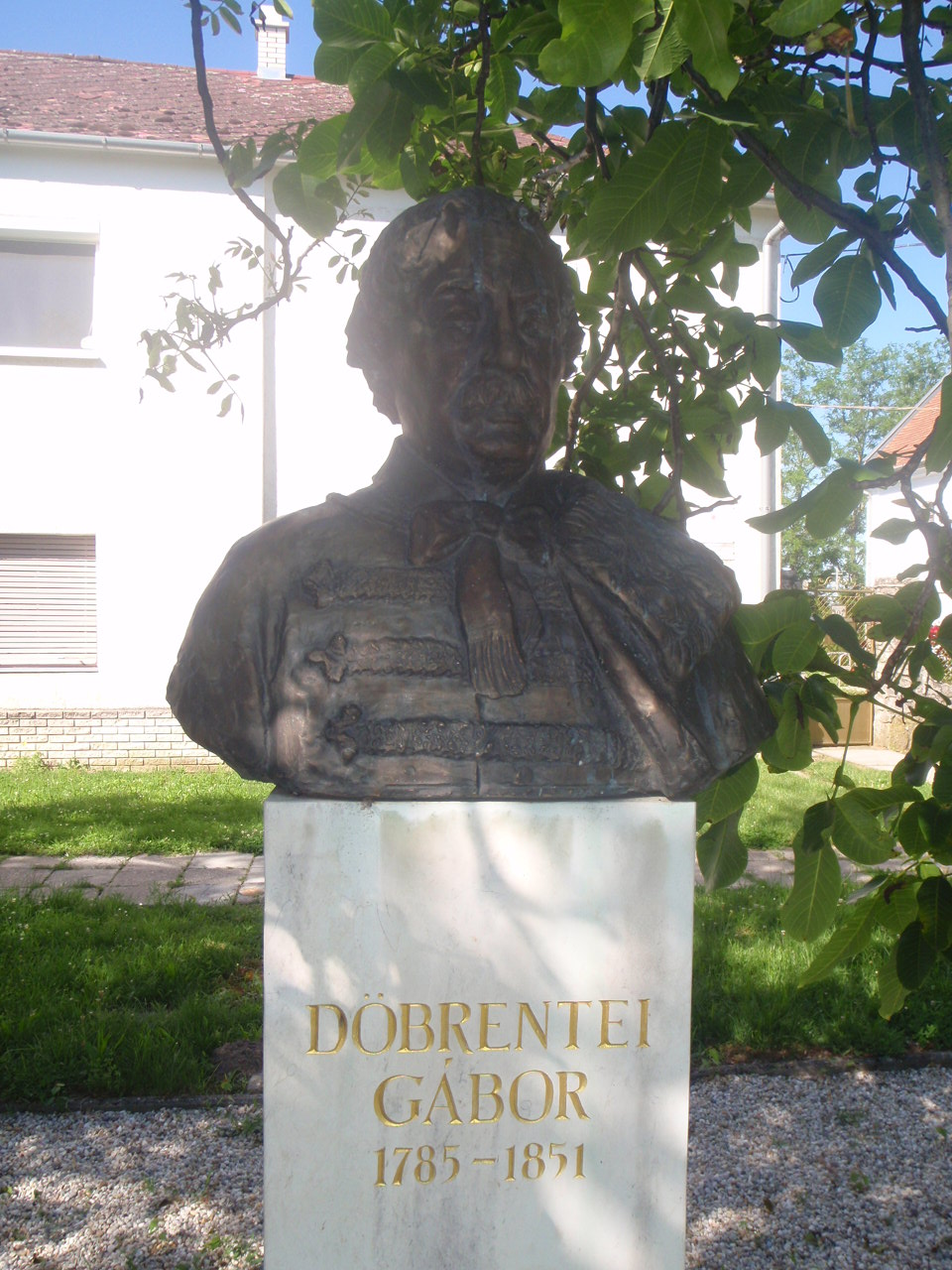
Döbrentei Gábor mellszobor, állítva 1995.
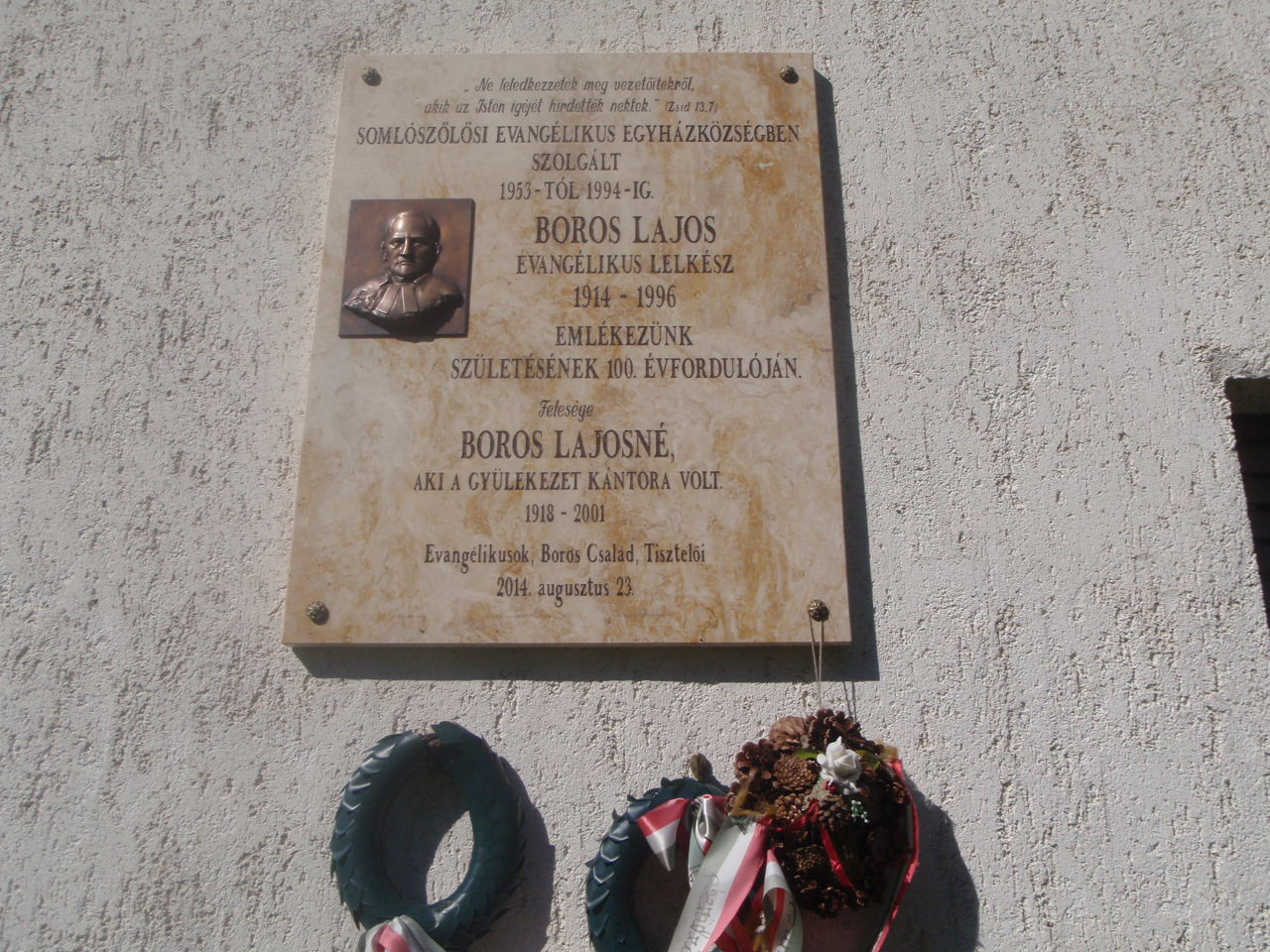
Boros Lajos és Lajosné lelkész emléktábla